# Torino FC
Torino Football Club of simpelweg 'Torino' is een Italiaanse voetbalclub uit Turijn. De club werd als FC Torino in 1906 opgericht, als samenvoeging van enkele bestaande clubs. In 1936 wordt de naam veritaliaanst tot AC Torino onder druk van het fascistische regime. In 1970 veranderde de naam naar Torino Calcio. Na financiële schandalen in 2005 maakte de club een doorstart onder de huidige naam, die terugwijst naar de oorspronkelijke naam van de club.
Hoewel stadsrivaal Juventus FC een van de best presterende teams ter wereld is en de grootste aanhang heeft in Italië is het toch Torino dat op meer aanhang kan rekenen in de stad Turijn zelf. De supporters van Juventus komen voornamelijk van buiten Turijn.
De glorietijd van Torino was in de jaren veertig. Tussen 1942 en 1949 won Il Grande Torino vijf keer de scudetto, het Italiaanse landskampioenschap. Dit team wordt wel beschouwd als een van de beste teams in de Serie A ooit. In 1949 kwam bijna het voltallige team om bij een vliegtuigramp bij Superga, in de buurt van Turijn. Alleen Sauro Tomá overleefde de ramp, omdat hij geblesseerd thuis bleef.

## Geschiedenis

### Prima Categoria
FC Torino werd opgericht in 1906 en haalde een aantal spelers weg bij FC Torinese, dat hierdoor ophield te bestaan en waardoor FC Torino als een soort opvolger gezien wordt. De club nam in 1907 voor het eerst deel aan het kampioenschap. In deze tijd was er nog geen Serie A, maar een Prima Categoria die regionaal verdeeld was. Tot 1912 nam zelfs enkel clubs uit Noord-Italië deel. Torino versloeg Juventus FC twee keer en stootte door naar de finaleronde samen met Andrea Doria en Milan Cricket & Football Club en eindigde tweede, met één punt achterstand op Milan.
In 1908 werd het Torneo Internazionale Stampa Sportiva, het allereerste internationale toernooi ter wereld, georganiseerd door het tijdschrift La Stampa Sportiva. Turijn was de gaststad. Er namen ook enkele teams uit Frankrijk, Zwitserland en Duitsland deel. Servette Genève won de finale met 3-1 van Torino. Een jaar later werd een nieuw toernooi georganiseerd, de Sir Thomas Lipton Trophy, waaraan een team deelnam dat samengesteld was van spelers van Torino en Juventus. Ze haalden de finale echter niet.
Omdat de Italiaanse voetbalbond in 1908 het opstellen van buitenlandse spelers verbood namen Torino, Milan en Genoa CFC niet deel aan het kampioenschap. De bond kwam terug op zijn beslissing en een jaar later waren de drie clubs weer van de partij. Torino versloeg Juventus opnieuw, maar werd dan zelf uitgeschakeld door de nieuwe club van het moment, US Pro Vercelli. De volgende drie seizoenen kwam er een competitie met tien clubs in één reeks, waarbij Torino telkens in de subtop eindigde. Vanaf 1912/13 was de Prima Categoria toegankelijk voor heel Italië en werd het systeem weer hervormd. Nadat ze twee seizoenen in de voorronde uitgeschakeld werden kon Torino zich in 1914/15 voor de finaleronde plaatsen, waarin ze het moesten afleggen van latere kampioen Genoa.
Na de Eerste Wereldoorlog stootte de club vaker door naar de volgende ronde, maar kon het daar niet waarmaken. Vaak werd de club ook tweede en miste net de kwalificatie. In 1926/27 werd de club groepswinnaar en kon ook in de finaleronde met vijf andere teams de eerste plaats behouden. Torino werd voor de eerste keer landskampioen, maar de titel werd later afgenomen door de bond na een omkoopschandaal omdat Torino 25.000 lire betaalde aan een speler van Juventus. Het volgende seizoen won de club dan echt de scudetto. In 1928/29 werd Torino opnieuw groepswinnaar en streed in de finale tegen Bologna. Bologna won thuis met 3-1 en Torino met 1-0. In deze tijd gold het doelsaldo niet en werd er een derde wedstrijd gespeeld op neutraal terrein in Rome. Bologna won met 1-0 en werd kampioen.

### Jaren dertig

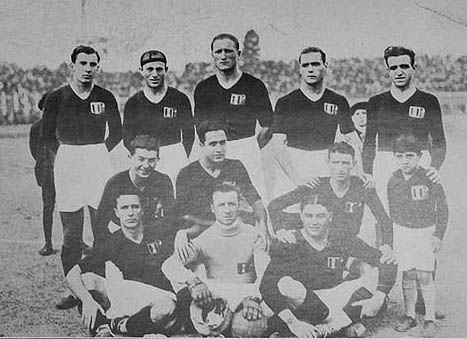
Torino, selectie 1929

In 1929 werd de Serie A opgericht. De beste teams uit de twee reeksen van de Prima Categoria plaatsten zich voor deze nieuwe profcompetitie. In het eerste seizoen werd de club vierde, maar daarna eindigde de club in de middenmoot. In 1934/35 eindigde de club met 1 punt voorsprong op degradant Livorno, maar herstelde zich de volgende seizoenen met twee derde plaatsen. Door winst in de Coppa Italia in 1936 mocht de club deelnemen aan de Mitropacup, een voorloper van de huidige Europabekers en nadat Torino in de voorronde FC Bern een klap om de oren gaf werden ze zelf vernederd door Újpest FC. In 1938/39 werd de club vicekampioen achter Bologna.

### Il Grande Torino

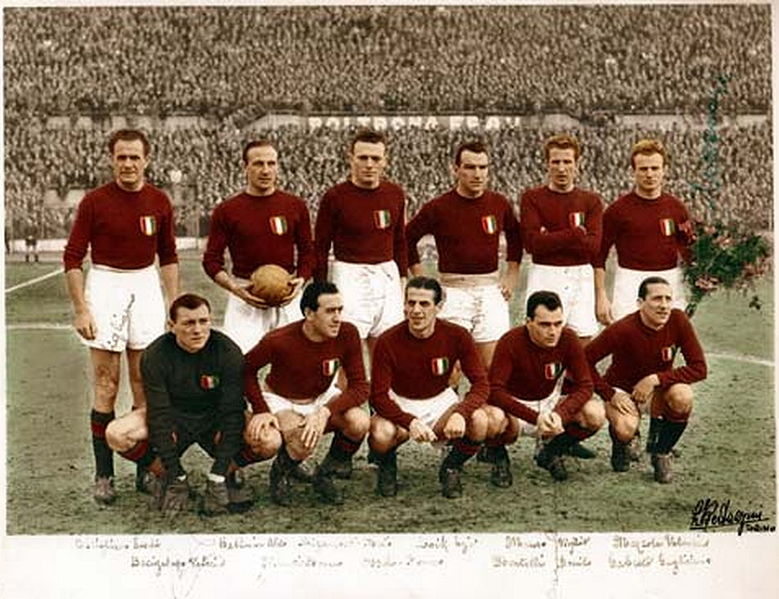
Il Grande Torino, 1948

Het team van Torino uit de jaren veertig staat bekend als Il Grande Torino. Dit wordt gezien als een van de beste teams uit de geschiedenis van de Serie A. Het team vestigde vele records in het Italiaanse voetbal, waarvan de meeste nog niet verbroken werden. Het team speelde in 4-4-2 positie, tien jaar voor het Braziliaans voetbalelftal dat deed op het WK in 1958.
In Serie A 1941/42 won AS Roma voor het eerst een titel, de club telde drie punten voorsprong op Torino, dat het laken de volgende seizoenen naar zich toe trok. Het volgende seizoen won de club voor de tweede maal de beker met een 4-0 zege tegen AC Venezia. Venezia werd het voorgaande seizoen nog derde, maar vocht nu tegen degradatie. In de competitie won de club ook voor de tweede keer de titel, maar de voorsprong op Livorno bedroeg slechts 1 puntje. Door de Tweede Wereldoorlog werd er geen Serie A gespeeld van eind 1943 tot 1945, wel enkele regionale kampioenschappen, waar Torino ook uitblonk. Na de oorlog volgde Torino zichzelf op als kampioen met één punt voorsprong op Juventus. In 1946/47 werd de club dan autoritair kampioen met 10 punten voorsprong op Juve. Het nationale elftal bestond eind jaren veertig bijna volledig uit Torino-spelers met zo'n 8 tot 9 spelers per wedstrijd. Voor de vriendschappelijke wedstrijd op 11 mei 1947 tegen Hongarije bestond het team zelfs volledig uit spelers uit Turijn, tien van Torino en de doelman van Juventus.
Het volgende seizoen was het nog duidelijker dat Torino de club van het moment was met zestien punten voorsprong op Milan en dit in de tijd dat een overwinning nog maar 2 punten opleverde.
Maar in 1949 sloeg het noodlot toe. Het voltallige elftal (op drie spelers na) kwam om bij een vliegtuigramp bij Superga, in de buurt van Turijn. De spelers die daar om het leven kwamen zijn: Valerio Bacigalupo, Aldo Ballarin, Virgilio Maroso, Pino Grezar, Mario Rigamonti, Eusebio Castigliano, Romeo Menti, Ezio Loik, Guglielmo Gabetto, Valentino Mazzola en Franco Ossola. Er vielen 31 doden. Mazzola was kapitein van het nationaal elftal.
In de competitie moesten er nog vier wedstrijden gespeeld worden. De jeugdploeg werkte de competitie af en won alle wedstrijden waardoor de titel veilig gesteld werd.

#### Records
- Meeste opeenvolgende scudetto's: 5 op rij van 1943 tot 1949 (1942/43, 1945/46, 1946/47, 1947/48, 1948/49, (in 1944 en 1945 waren er enkel plaatselijke competities vanwege WOII), hiermee evenaarden ze het record van Juventus dat ook vijf keer op rij kampioen werd in 1930/31, 1931/32, 1932/33, 1933/34 en 1934/35
- Meest opeenvolgende seizoenen waarin een club thuis ongeslagen bleef: 4 seizoenen (1945/46, 1946/47, 1947/48, 1948/49)
- Meest opeenvolgende competitiewedstrijden waarin een club thuis ongeslagen bleef: 93 wedstrijden, waarvan 83 overwinningen en 10 draws (van 24 januari 1943 tot 30 april 1949), slechts in twee wedstrijden kon Torino niet scoren.
- Meeste punten in een seizoen (voor de invoeringen van de 3 punten-regel): 65 punten (1947/48)
- Grootste thuisoverwinning: 10-0 tegen US Alessandria (1947/48)
- Grootste uitoverwinning: 0-7 tegen AS Roma (1945/46 Serie A Finale)
- Meeste overwinningen in één seizoen (16 clubs in de competitie): 20 overwinningen op 30 wedstrijden (1942/43)
- Meeste overwinningen in één seizoen (21 clubs in de competitie): 29 overwinningen op 40 wedstrijden (1947/48)
- Meeste thuisoverwinningen in één seizoen: 19 overwinningen op 20 wedstrijden (1947/48)
- Meeste uitoverwinningen in één seizoen (16 clubs in de competitie): 10 overwinningen op 15 wedstrijden (1942/43)
- Meeste thuispunten in één seizoen: 39/40 (1947/48)
- Meeste uitpunten één seizoen (16 teams league): 22/30 (1942/43)
- Minste thuispunten verloren in één seizoen: 1/40 (1947/48 en 1948/49)
- Minste uitnederlagen in één seizoen: 3 nederlagen op 19 wedstrijden (1946/47 en 1948/49)
- Meeste goals gescoord in één seizoen: 125 goals (1947/48)
- Meeste thuisgoals gescoord in één seizoen: 89 goals (1947/48)
- Meeste uitgoals gescoord in één seizoen (16 clubs in de competitie): 31 goals (1942/43)
- Meeste goals gescoord op vijf seizoenen: 408 goals (1942/43, 1945/46, 1946/47, 1947/48, 1948/49)
- Minste tegendoelpunten in één seizoen (21 clubs in de competitie): 33 goals (1947/48)
- Minste tegendoelpunten van de tegenstander in een thuiswedstrijd in één seizoen (16 clubs in de competitie): 9 goals (1942/43)
- Beste percentage van goals gescoord in één seizoen: 3.787 goals per match (1947/48)
- Meer punten in de tweede helft van het seizoen: 36/40 (1947/48)

### Laatste scudetto

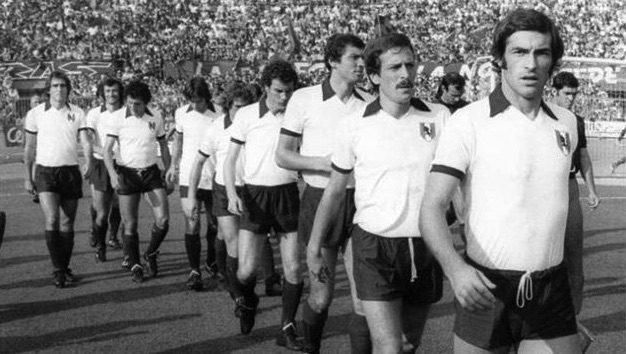
Torino, 1976/1977

De club kwam deze klap niet te boven. Twee jaar na de zesde landstitel flirtte de club al met de degradatie naar Serie B. De volgende jaren eindigde de club in de middenmoot en werd in 1956/57 samen met drie andere clubs gedeeld vijfde. Twee jaar later degradeerde de club echter voor het eerst uit de Serie A. Na één seizoen promoveerde Torino terug. Na een verloren bekerfinale in 1964 mocht de club deelnemen aan de beker der bekerwinnaars en schopte het daar tot de halve finale waarin het na drie wedstrijden verloor van 1860 München. In de competitie werd de club in 1964/65 derde, de beste plaats na de laatste titel. In 1968 en 1971 won de club de beker, en bereikte telkens de kwartfinale in Europa. Na enkele middenmootplaatsen in de competitie ging het weer beter in 1971/72 met een gedeelde tweede plaats en slechts één punt achterstand op kampioen Juventus. De volgende jaren bleef Torino in de subtop en plaatste zich drie keer op rij voor de strijd om de UEFA Cup, maar werd telkens in de eerste ronde uitgeschakeld. In 1976 werd onder leiding van trainer-coach Luigi Radice nog eenmaal de scudetto gewonnen.

### Recente geschiedenis
Het seizoen erna stak Juventus de club net de loef af. Vier speeldagen voor het einde speelde Torino gelijk tegen SS Lazio, waardoor Juve de club voorbij stak. Beide clubs wonnen de drie resterende wedstrijden en Juve werd landskampioen. Ook het seizoen erna bleef Juventus aan de top en werd Torino gedeeld tweede met Lanerossi Vicenza. Tot 1980 bleef de club in de top vijf. Europees kon de club nooit ver doorstoten. Na enkele seizoenen middenmoot werd de club nog vicekampioen achter Hellas Verona in 1984/85. Het seizoen erna werd de vijfde plaats bereikt en hierdoor plaatste de club zich weer voor de UEFA Cup, waarin nog eens de kwartfinale bereikt werd. Hierna was het Oostenrijkse FC Swarovski Tirol echter te sterk. In 1988/89 degradeerde de club voor de tweede keer naar de Serie B en werd daar meteen kampioen. Hierdoor kon de club deelnemen aan de Mitropacup en won deze.
Bij de terugkeer in de Serie A werd Torino vijfde. Het volgende seizoen maakte de club furore in de UEFA Cup. Op weg naar de finale verloor de club geen enkele keer en schakelde zelfs grootmacht Real Madrid CF uit. In de finale trof Torino het Nederlandse AFC Ajax en speelde twee keer gelijk. Doordat Ajax op verplaatsing scoorde wonnen zij de beker. In de competitie deed de club het nog beter met een derde plaats. In het volgende seizoen van de UEFA Cup zorgde Dinamo Moskou voor een vroege uitschakeling. In 1993 won de club nog de Coppa Italia en speelde zo voor het derde jaar op rij Europees voetbal. Het Engelse Arsenal stopte de club in de kwartfinale. Hierna speelde de club enkele seizoenen in de middenmoot en degradeerde uiteindelijk in 1995/96. Deze keer kon de club niet meteen terugekeren. Na twee seizoenen eindigde de club gedeeld vierde met AC Perugia. In deze tijd promoveerde de top 4 rechtstreeks en Torino speelde een testwedstrijd die het in de penaltyreeks met 6-5 verloor. Het volgende seizoen werd Torino vicekampioen en promoveerde na drie jaar afwezigheid opnieuw naar de Serie A. De club werd echter meteen terug naar de Serie B verwezen. Torino werd nu meteen kampioen en werd in 2001/02 elfde. Het volgende seizoen eindigde de club laatste en eindigde daarna in de Serie B slechts twaalfde.
In het seizoen 2004/2005 speelde Torino in de Serie B. De club wist in de play-off te winnen van AC Perugia, waardoor het in seizoen 2005/06 weer in de Serie A zou spelen. Echter door financiële problemen werd de club weer teruggezet naar de Serie B. De club werd officieel opgeheven en maakte een doorstart onder haar huidige naam.
Sinds 1990 speelt de club haar thuiswedstrijden, samen met stadsgenoot Juventus in het Stadio delle Alpi. Dit stadion is nooit geliefd geweest bij de fans, daarom verhuist Torino vanaf 2006, naar een eigen stadion, het Stadio Grande Torino. Dit is het voormalig Stadio Comunale, waar de beide clubs voor de overgang naar Delle Alpi speelden. Op de laatste speeldag van seizoen 2008/09 sprong Bologna nog over de club waardoor Torino degradeerde. Op 20 mei 2012 promoveert Torino, na een afwezigheid van 3 jaar komt de club in het seizoen 2012/2013 weer uit in de Serie A. Nadat de club in het eerste seizoen het behoud kon afdwingen. Het volgende seizoen kwam de club sterker voor de dag en eindigde op een knappe zevende plaats. Ze kwamen één puntje tekort voor Europees voetbal, maar doordat Parma wegens belastingsschuld geen Europees voetbal mocht spelen kreeg Torino de Europese plaats in de derde voorronde van de Europa League. Hier maakte de club brandhout van het Zweedse IF Brommapojkarna.

## Erelijst
| Internationaal |    |                                          |
| Mitropacup     | 1x | 1991                                     |
| Nationaal      |    |                                          |
| Serie A        | 7x | 1928, 1943, 1946, 1947, 1948, 1949, 1976 |
| Serie B        | 3x | 1960, 1990, 2001                         |
| Coppa Italia   | 5x | 1936, 1943, 1968, 1971, 1993             |

## Eindklasseringen
- 1946 1e
Serie A
- 1947 1e
Serie A
- 1948 1e
Serie A
- 1949 1e
Serie A
- 1950 6e
Serie A
- 1951 17e
Serie A
- 1952 15e
Serie A
- 1953 10e
Serie A
- 1954 9e
Serie A
- 1955 9e
Serie A
- 1956 11e
Serie A
- 1957 7e
Serie A
- 1958 8e
Serie A
- 1959 18e
Serie A
- 1960 1e
Serie B
- 1961 12e
Serie A
- 1962 7e
Serie A
- 1963 10e
Serie A
- 1964 7e
Serie A
- 1965 3e
Serie A
- 1966 10e
Serie A
- 1967 7e
Serie A
- 1968 7e
Serie A
- 1969 6e
Serie A
- 1970 7e
Serie A
- 1971 8e
Serie A
- 1972 3e
Serie A
- 1973 6e
Serie A
- 1974 5e
Serie A
- 1975 6e
Serie A
- 1976 1e
Serie A
- 1977 2e
Serie A
- 1978 3e
Serie A
- 1979 5e
Serie A
- 1980 3e
Serie A
- 1981 9e
Serie A
- 1982 9e
Serie A
- 1983 8e
Serie A
- 1984 5e
Serie A
- 1985 2e
Serie A
- 1986 5e
Serie A
- 1987 11e
Serie A
- 1988 7e
Serie A
- 1989 15e
Serie A
- 1990 1e
Serie B
- 1991 5e
Serie A
- 1992 3e
Serie A
- 1993 9e
Serie A
- 1994 8e
Serie A
- 1995 11e
Serie A
- 1996 16e
Serie A
- 1997 9e
Serie B
- 1998 5e
Serie B
- 1999 2e
Serie B
- 2000 15e
Serie A
- 2001 1e
Serie B
- 2002 11e
Serie A
- 2003 18e
Serie A
- 2004 12e
Serie B
- 2005 2e
Serie B
- 2006 3e
Serie B
- 2007 16e
Serie A
- 2008 15e
Serie A
- 2009 18e
Serie A
- 2010 5e
Serie B
- 2011 8e
Serie B
- 2012 2e
Serie B
- 2013 16e
Serie A
- 2014 7e
Serie A
- 2015 9e
Serie A
- 2016 12e
Serie A
- 2017 9e
Serie A
- 2018 9e
Serie A
- 2019 7e
Serie A
- 2020 16e
Serie A
- 2021 17e
Serie A
- 2022 10e
Serie A
- 2023 10e
Serie A
- 2024 9e
Serie A
- 2025 11e
Serie A

- Serie A
- Serie B

## Torino in Europa
Torino speelt sinds 1936 in diverse Europese competities. Hieronder staan de competities en in welke seizoenen de club deelnam. De editie die Torino heeft gewonnen is dik gedrukt:
- Europacup I (1x)

1976/77
- Europa League (2x)

2014/15, 2019/20
- Europacup II (4x)

1964/65, 1968/69, 1971/72, 1993/94
- UEFA Cup (11x)

1972/73, 1973/74, 1974/75, 1977/78, 1978/79, 1979/80, 1980/81, 1985/86, 1986/87, 1991/92, 1992/93
- Intertoto Cup (1x)

2002
- Jaarbeursstedenbeker (1x)

1965/66
- Mitropacup (5x)

1936, 1961, 1963, 1971, 1991

## Bekende (oud-)spelers

### Nederlanders
- Faas Wilkes
- Wim Kieft
- Michel van de Korput
- Perr Schuurs

### Belgen
- Enzo Scifo
- Gaby Mudingayi
- Jean-François Gillet
- Luis Pedro Cavanda
- Omar El Kaddouri
- Nathan Kabasele
- Dolly Menga
- Johan Walem
- Dennis Praet

### Italianen
- Christian Abbiati
- Valerio Bacigalupo
- Simone Barone
- Quinto Bertoloni
- Luca Bucci
- Paolo Castellini
- Eusebio Castigliano
- Matteo Darmian
- Giulio Falcone
- Francesco Graziani
- Ciro Immobile
- Gianluigi Lentini
- Cesare Maldini
- Valentino Mazzola
- Luigi Meroni
- Roberto Mussi
- Giuseppe Pancaro
- Carlo Petrini
- Ruggiero Rizzitelli
- Andrea Silenzi

### Overig
- Klaus Berggreen
- Paul Codrea
- Blerim Džemaili
- Matjaž Florjančič
- Enzo Francescoli
- Vince Grella
- Denis Law
- Julio Libonatti
- Steve Mokone
- Marko Pjaca
- Toni Polster
- Marcelo Saralegui
- Haris Škoro
- Hakan Şükür
- Joe Hart